# H.W. Pade
Henrik Waldemar Pade (6. januar 1880 i København – 25. december 1958 i Skovshoved) var en dansk civilingeniør og direktør, far til Henning Pade.
Han var søn af grosserer W.O. Pade (død 1913) og hustru Olga f. Johansen, blev lærling hos professor C.P. Jürgensens mekaniske Etablissement 1896, teknisk assistent sammesteds 1898 og rejste i Tyskland 1900-04. Ved hjemkomsten 1904 blev Pade ledende ingeniør i A/S Nordiske Kabel- og Traadfabriker i København, hvor han avancerede til teknisk direktør 1917, hvilket han var indtil 1941. Dernæst var han teknisk kommitteret for samme selskab indtil 1944. H.W. Pade var konservativt medlem af Gentofte Kommunalbestyrelse 1917-21 og medlem af Københavns Amtsråd 1935-43.
Pade havde en lang række tillidsposter og poster i erhvervslivet: Han var medlem af bestyrelsen for Elektroteknisk Forening fra 1916, formand 1920-24; næstformand i bestyrelsen for |A/S Strandvejs-Gasværket 1921, formand 1928-52; medlem af Industrirådet 1924-40; medlem af bestyrelsen for Dansk Ingeniørforenings sektion for industriel udvikling 1926-37 og for Dansk Ingeniørforening 1932-35; censor ved Polyteknisk Læreanstalt 1920-49; medlem af Dansk Elektroteknisk Komité fra 1927; medlem af bestyrelsen for A/S Jacob Holm & Sønner fra 1930 (formand 1944), for Dansk Forening for social Oplysning 1931-46, for A/S Pensions-Forsikringsanstalten fra 1934 og for A/S Grafisk Compagni; medlem af Sø- og Handelsretten 1932-50; medlem af Akademiet for de Tekniske Videnskaber 1937; administrator for AEG Dansk Elektricitets A/S og for Olympia Skrivemaskiner A/S 1945-47 samt medlem af Gentofte Kommunes bygningskommission 1948-52. Pade var Kommandør af Dannebrogordenen og Dannebrogsmand.
Han blev gift april 1909 med Rosa Braun (3. oktober 1884 i Aalborg – 30. marts 1953), datter af konsul, vinhandler S. Braun og hustru Marentine f. Lund.

## Forfatterskab
- Rødby – Femern Rutens Betydning for dansk Erhvervsliv, 1917 (pamflet).
- Arbejdsmarkedets Regulering, 1919 (pamflet).
- (sammen med Karl Berger), Gas i Gjentofte: 1893 – 21. Juni – 1943, Strandvejs-Gasværket 1943.